# 谷口忠大
谷口 忠大（たにぐち ただひろ、1978年6月24日 - ）は、日本の情報工学者。立命館大学情報理工学部教授をへて、京都大学情報学研究科教授。パナソニックシニアテクニカルアドバイザー。ビブリオバトルの考案者として知られる。専門は人工知能、記号創発ロボティクス、記号創発システム論で、環境との相互作用を通して、人工知能やロボットが自律的に内部表現や認識を構成する仕組みを研究している。

## 経歴
京都市生まれ。
1997年洛星高等学校卒業、2001年京都大学工学部物理工学科卒業、2006年、京都大学大学院工学研究科精密工学専攻博士課程後期課程を修了して博士（工学）を取得した。論文題目は「環境との相互作用に基づく自律適応系の構成論的研究」であった。
2005年、日本学術振興会特別研究員（DC2）、翌年より同PD。
2007年、研究員として大学に残っていた時期にビブリオバトルを考案した。
2008年、立命館大学情報理工学部知能情報学科助教となり、2010年に准教授へ昇格した。
2015年から2016年までImperial College London客員准教授を務める。
2017年、立命館大学情報理工学部教授となる。
2017年、パナソニック ビジネスイノベーション本部客員総括主幹技師 に就任。
谷口は人工知能の研究者であるが、自身の研究について、「人を含んだ創発システムの構成論的理解と工学的応用」に主眼を置いてきたと述べている。
2024年、京都大学大学院情報学研究科教授に就任

## 主な業績

### 著作
- 『コミュニケーションするロボットは創れるか―記号創発システムへの構成論的アプローチ』NTT出版（叢書コムニス）、2010年
- 『ビブリオバトル 本を知り人を知る書評ゲーム』文春新書、2013年
- 『記号創発ロボティクス 知能のメカニズム入門』講談社選書メチエ、2014年
- 『イラストで学ぶ 人工知能概論』講談社（KS情報科学専門書）、2014年
- 『賀茂川コミュニケーション塾』世界思想社、2019年[12]
- 『心を知るための人工知能―認知科学としての記号創発ロボティクス―』共立出版、2020年

### 受賞
- 計測自動制御学会学術奨励賞
- システム制御情報学会学会賞奨励賞、論文賞、砂原賞